# Chotule
Chotule (206 m n. m.) je vrch v okrese Kolín Středočeského kraje. Leží asi 1–1,5 km východně a jihovýchodně od obce Veltruby, na jejím katastrálním území.

## Geomorfologické zařazení
Geomorfologicky vrch náleží do celku Středolabská tabule, podcelku Nymburská kotlina a okrsku Poděbradská rovina. Podle členění Balatky a Kalvody, které okrsek Poděbradská rovina nezná, náleží vrch do okrsku Sadská rovina.